# Коттеджная больница

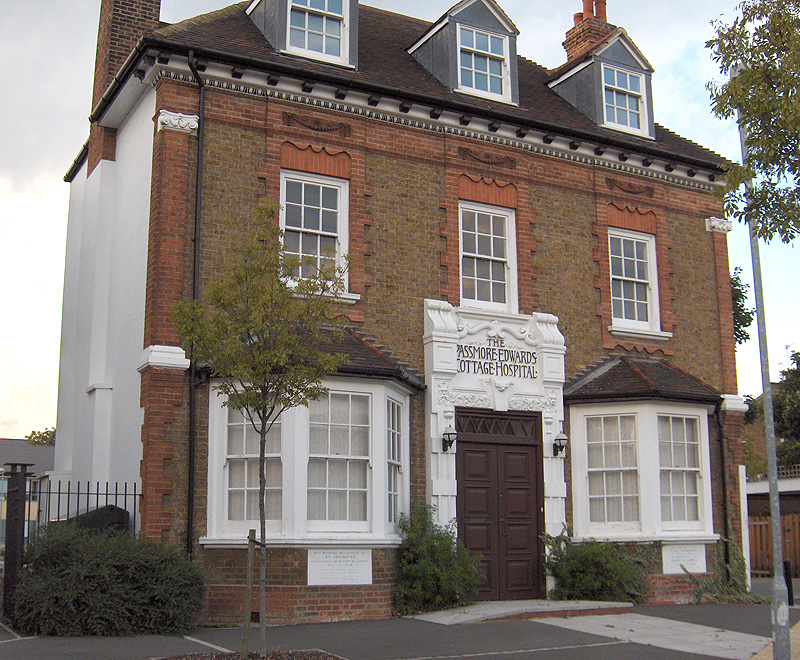
Коттеджная больница Пассмора Эдвардса в Актоне (Лондон). Построенная около 1900 года, она финансировалась Эдвардс, Джон Пассмор.

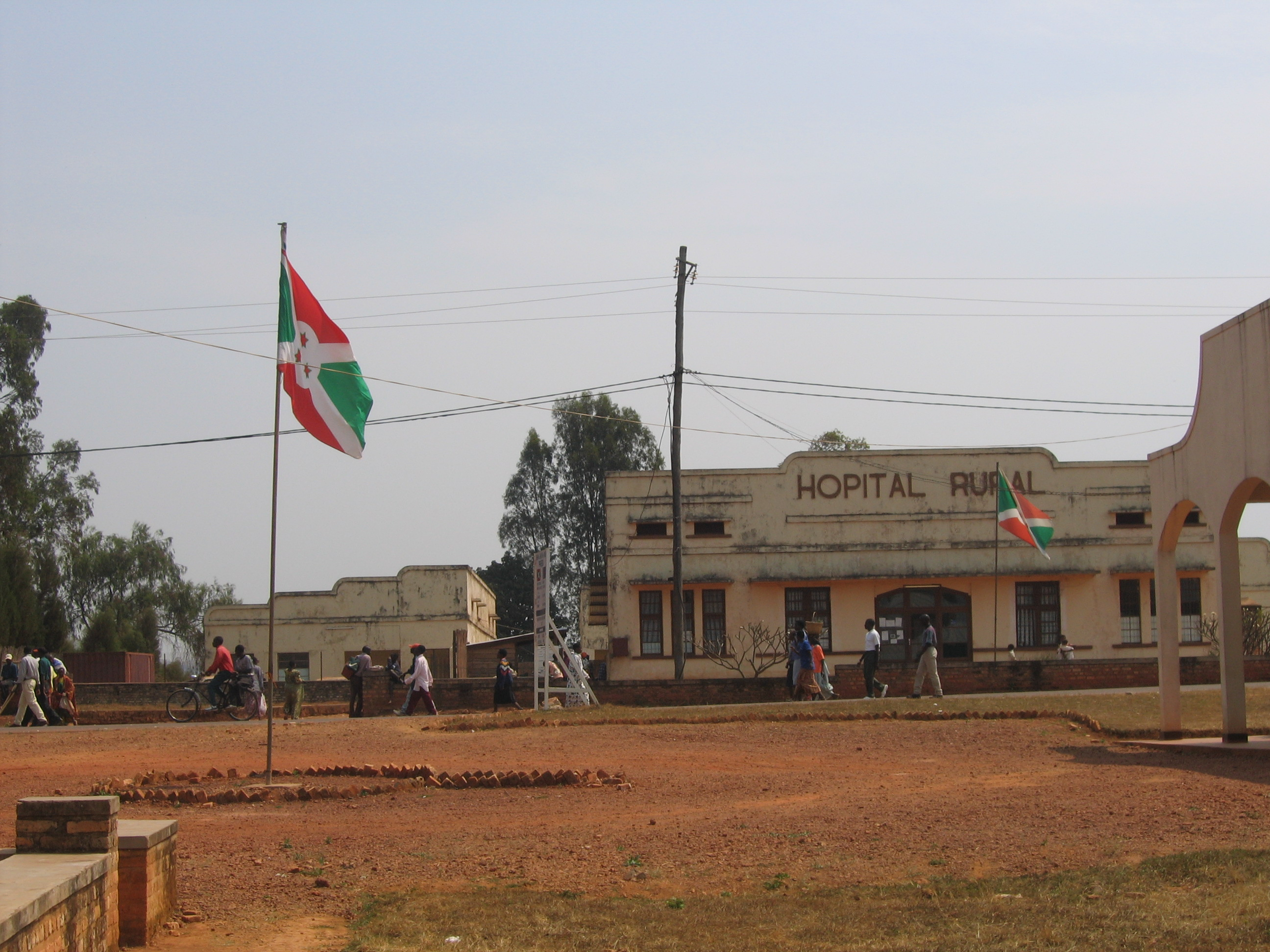
Коттеджная больница в Руйиги, Бурунди.

Коттеджная больница (англ. Cottage hospital) — архаическая форма медицинского учреждения, небольшая сельская больница (без живущих при ней врачей), часто одноэтажная, сельский медпункт; чаще всего встречается в Великобритании.
Первоначальная концепция коттеджной больницы представляла собой небольшое сельское здание (коттедж) со стационаром на несколько коек. Преимущества такой больницы в деревнях заключались в возможности оказании помощи на месте, избежании длительных поездок в окружные или другие больницы, возможности более оперативного реагирования на чрезвычайные ситуации, знакомство местного врача со своими пациентами, что могло повлиять на их лечение. Это знание особенностей анамнеза пациента позволяло проводить более качественное лечение, чем в ближайшей окружной больнице.
Некоторые из этих зданий продолжали называться коттеджными больницами вплоть до недавнего времени. В частности, некоторые из них до сих пор можно увидеть в Шотландии в инфраструктуре NHS Grampian (Керкубришир, Дамфрис-энд-Галловей), а также в Норфолке и Суффолке в Англии. Примером может служить Коттеджная больница Олдебурга, которая до сих пор работает как традиционная коттеджная больница. К большинству этих зданий, используемых для оказания медицинской помощи, сейчас применяется термин «Community hospital» (с англ. — «больница общего профиля,  неспециализированная больница, общественная больница, местная больница, районная больница»), что отражает более широкий спектр услуг, предоставляемых в настоящее время.

## История

_{Отчёты коттеджной больницы Харлингтона, Хармондсворта и Крэнфорда (западный Мидлсекс), опубликованные в июне 1913 года. В 1912—1913 годах в больнице лечилось 46 человек, из них 24 из Харлингтона, 18 из Хармондсворта, 2 из Крэнфорда, а также 2 случайных прохожих.}

Список пациентов коттеджной больницы Харлингтона, Хармондсворта и Крэнфорда за 1912—1913 годы.

После роспуска монастырей королём Генрихом VIII в 1536—1540 годах, осталось всего несколько больниц: больница Святого Томаса, госпиталь Святого Варфоломея, психиатрическая больница Бедлам, и две венерологические больницы для лечения сифилиса. С середины XVI века и до появления Движения благотворительных больниц в начале XVIII века в Великобритании не хватало больничной помощи.
Первой благотворительной больницей, созданной для оказания бесплатной помощи больным беднякам благодаря филантропической деятельности врачей и хирургов, была Французская больница в Финсбери (Лондон). Она была основана в 1718 году эмигрантами-гугенотами. Движение развивалось, была открыта Вестминстерской больницы рядом с парком Сент-Джеймса. За ней последовал ввод в эксплуатацию больницы Святого Георгия у Гайд-парка. В течение следующих 50 лет благотворительные больницы строились по всей Великобритании, много их было на юге Англии, а одна из крупнейших благотворительных больниц открылась в Эдинбурге в 1729 году. Финансирование деятельности этих больниц было проблематичным в первые годы, поскольку спонсирование и развитие благотворительных больниц конкурировало с финансированием государственных, окружных и местных больниц в рамках в соответствии с Законами о бедных 1722 и 1782 годов. Окружные больницы получали огромную общественную благотворительную поддержку. Наряду с этими лечебными учреждениями существовали диспансеры.
Благотворительные больницы обеспечивали ту медицинскую помощь, которая сегодня называется амбулаторией и дневным стационаром. Здесь выписывались лекарства (так называемая «физика»), проводились мелкие хирургические операции, а также чистки и кровопускания, после чего пациент возвращался к себе домой.
В 1818 году сельский хирург, Генри Лилли Смит, открыл диспансер в Саутеме (Уорикшир). Он представлял собой коттедж на 8 комнат с 4 кроватями. Диспансер предназначался для работников ручного труда и их семей. За исключением названия, это учреждение соответствовало широкому определению коттеджной больницы.
В 1827 году Эстли Купер переоборудовал несколько коттеджей в Пиккоттс-Энд, недалеко от Хемел-Хемпстеда, в первую больницу, предоставляющую бесплатные медицинские услуги.
В 1842 году в Уэллоу (Ноттингемшир), была открыта больница на шесть коек, управляемая советом, в который входили многие выдающиеся джентльмены. У. Сквайр Уорд работал в ней хирургом с момента основания и оставался им в течение 25 лет. В этой больнице работала одна медсестра, и успешно проводился широкий спектр хирургических вмешательств.
В период с 1855 по 1898 годы было создано 294 коттеджных больницы.
В 1859 году Альберт Нэппер переоборудовал небольшой коттедж в больницу в деревне Крэнли в Суррее. Эта больница была открыта потому, что Нэппер был обеспокоен отсутствием в деревне местной больницы для бедных. Ближайшей благотворительной больницей была больница Святого Томаса, и до неё было около 45 километров по неасфальтированным дорогам, что было опасно для больного человека. Единственной возможностью получить помощь был лазарет работного дома, но он находился примерно в 12 километрах, в Гилдфорде, не имел обученного медперсонала и нёс реальный (в то время) риск того, что пациента заклеймят как нищего. Третьей возможностью было остаться дома; на тяжёлые условия быта во время болезни в домашних условиях в те времена указывает Гораций Суит, деревенский хирург из Урингтона в Сомерсете (Великобритания), в своей книге 1870 года.
Состоятельный класс мог позволить себе гораздо лучшие условия и лечение в частной больнице без риска потерять работу и скатиться в нищету.
Сочувствие Альберта Нэппера к бедным слоям населения разделял преподобный Джон Сапте, ректор Крэнли, и они поддержали идею поиска помещения для ухода за больными бедняками. Впоследствии один инцидент, как пишет Свит, послужил катализатором для развития коттеджных больниц. Сапте ехал верхом через поле в Крэнли, когда услышал о серьёзном несчастном случае. Пострадавшего отнесли в соседний коттедж, а когда Сапте приехал, он увидел, что Нэппер и два ассистента ампутируют ногу раненому. Этот инцидент подтвердил, что необходимо местное учреждение, где больные или раненые люди могли бы получить неотложную помощь. Сапте бесплатно предоставил в аренду коттедж, который после косметического ремонта был открыт как коттеджная больница. Этот же коттедж стоит и сегодня на территории деревенской больницы Крэнли.
Нэппер начал принимать местных пациентов в «деревенской больнице», как она тогда называлась, и с самого начала вёл записи. Среди первых 100 пациентов он записал «сложный перелом обеих костей ноги», «обширный рубец от ожога», «хроническую пневмонию в обоих лёгких», «множественные травмы» и ампутацию пальцев у мальчика.

## Примеры

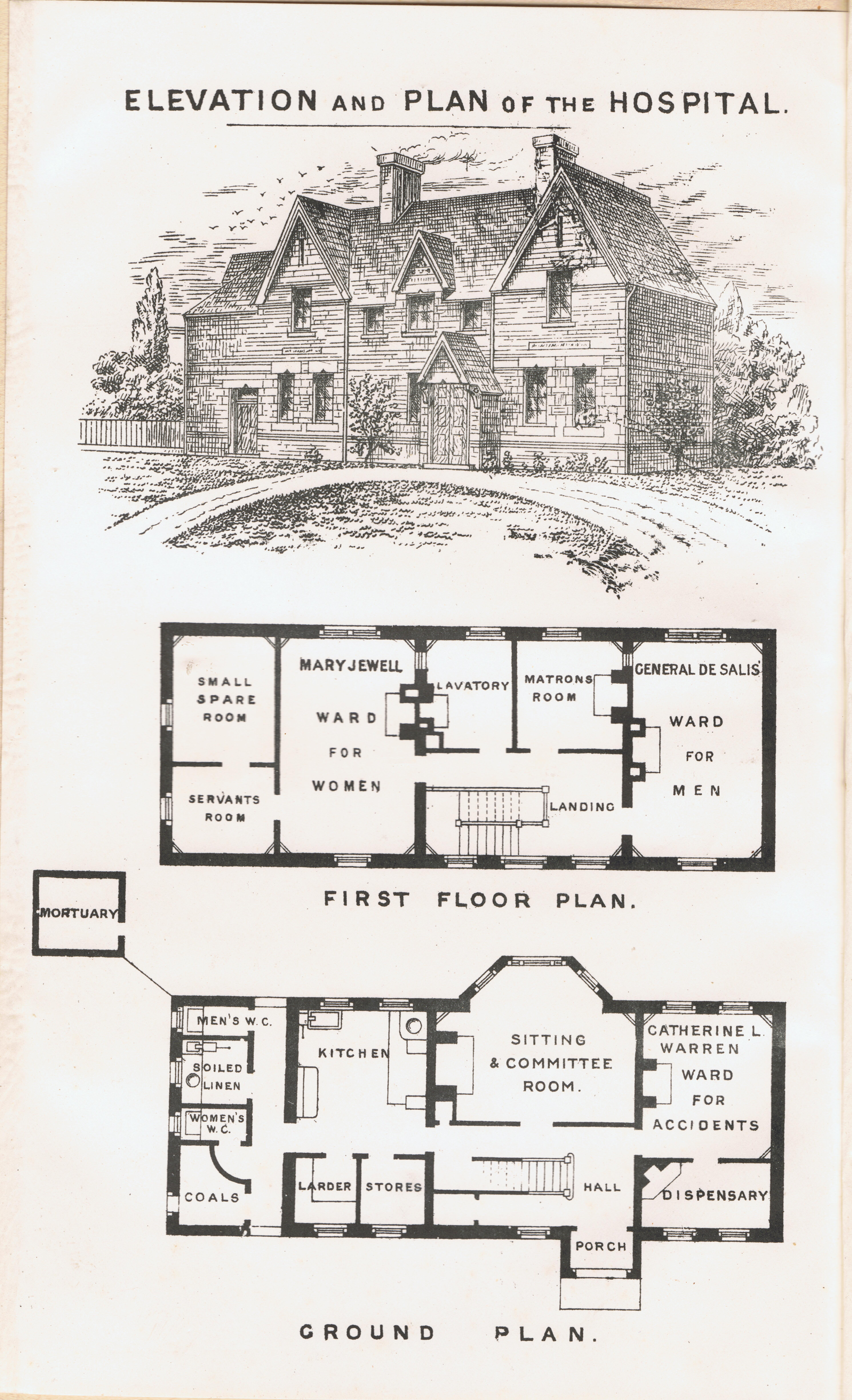
Коттеджная больница Харлингтон, Хармондсворт и Крэнфорд (Мидлсекс), основана в 1884 году

Отчет комитета коттеджной больницы, 1913 год

- Турриффская коттеджная больница[англ.] (Шотландия);
- Больница Рут Ланкастер Джеймс (Алстон[англ.], Камбрия);
- Коттеджная больница Флеминга[англ.] (Аберлур[англ.], Мари[англ.]);
- Коттеджная больница Стивена[англ.]
- Уэллская коттеджная больница (Норфолк);
- Коттеджная больница Касл Дуглас;
- Больница Лохмабен (Дамфрис-энд-Галловей);
- Коттеджная больница Суонэдж (Дорсет, Великобритания);
- Мемориальная больница Стретфорда[англ.] (бывшая больница практикующих врачей Стретфорда) в начале своего существования была коттеджной больницей, используемой только для женщин и детей[11];
- Коттеджная больница Харлингтон, Хармондсворт и Крэнфорд[англ.] (Мидлсекс);
- Олдебургская коттеджная больница[англ.];
- Коттеджная больница (Гросс-Пуант-Фармс, штат Мичиган, США);
- Нантакетская коттеджная больница[англ.] (остров Нантакет, штат Массачусетс, США);
- Коттеджные больницы в Ньюфаундленде (Канада).